# 2023 у театрі

## Події
- 29 березня спалахнула пожежа на другому поверсі Одеського академічного українського музично-драматичного театру ім. Василя Василька. Людей було евакуйовано з приміщення[1]. Після інциденту з'явилась інформація про можливе звільнення директорки-художньої керівниці. Після розголосу, в Одеській обласній раді прокоментували, що керівника змінювати не будуть, виконувачкою обов’язків директора залишається Юлія Пивоварова, у якої нещодавно завершився контракт[2]
- З квітня у Чернівцях відновили театралізоване дійство «Світло Панської вулиці»[3]
- 27 квітня комісія в складі: Головного спеціаліста управління культури, національностей та релігій Івано-Франківської ОДА Христини Гук, заступника голови атестаційної комісії Світлани Панько, провідного методиста ОНМЦКТП Олега Деркач ухвалила рішення про присвоєння почесного звання «народний художній колектив» театру «Silentium»[4]
- травень — через заборону Харківської обласної військової адміністрації (ХОВА) проводити культурно-мистецькі заходи, де присутні понад 50 глядачів, Харківський театр ляльок почав проводити вистави у внутрішньому дворику[5][6]
- У звіті мовного омбудсмена за 2022 рік відмічено отримання 43 звернення про можливі порушення мовного закону у сфері культури[7]
- 26 травня — спільними зусиллями історики Калуша із акторами місцевих театрів проведена театралізована екскурсія містом з елементами реконструкції, маршрутом від музею «Калуська в'язниця». «Паралельно до оповідей про минувщину міста та розповідей про давнішню архітектуру, актори театрів «ЛюбАрт» та «Silentium» виконають творчо-історичну реконструкцію. Зокрема, актори «ЛюбАрту» зіграють представників чотирьох національних громад центру довоєнного Калуша: українського міщанства біля Народного дому, єврейського осередку біля теперішнього Краєзнавчого музею, польського панства біля колишнього «Сокола» (сьогодні – Мультикультурний центр) та баварських переселенців, які очікуватимуть решту міщан на площі Героїв»[8]
- 27 червня відбувся демонтаж літери з прізвищем літератора Пушкіна, а також згадку про те, що це був театр російської драми з фасаду будівлі Харківського академічного драматичного театру[9]
- червень — Херсонський обласний академічний музично-драматичний театр імені Миколи Куліша працює над відновленням роботи в Херсоні[10]
- липень — В Миколаєві розпочато капітальний ремонт будівлі Миколаївського академічного художнього драматичного театру. В планах демонтаж покриття на стінах, заміна вікон та дверей, встановлення системи кондиціонування, утеплення та оздоблення фасаду, ремонт покрівлі[11]
- Міністерство підприємництва та виробництва Італії випустило чотири поштові марки тематичної серії «Громадянське почуття» на підтримку України. Ескізи марок створені сучасними українськими художниками. Ескіз марки «Маріупольський драматичний театр» виконав Сергій Сметанкін[12]
- Національний банк України випустив пам'ятну медаль «Маріупольський драмтеатр – місце невимовного болю» тиражем 30000 екземплярів. Художники: Володимир Таран, Олександр Харук, Сергій Харук. Скульптори: Святослав Іваненко, Володимир Дем’яненко[13][14]

### Театральні починання
- 4 січня — в Києві український актор та режисер грузинського походження Гіо Пачкорія заснував Камерний театр «Маланка» — «Театр „Маланка“ несе українську літературну моду». Першу прем’єру зіграли 7 лютого цього ж року — «Украдене щастя» за однойменною п'єсою Івана Франка[15][16]
- Свій перший приїзд до Києва здійснив ірландський актор Джек Глісон, виконавець ролі Джоффрі Баратеона у серіалі «Гра престолів»[17]. Першого дня свого перебування, 16 лютого, актор провів зустріч із акторами Київського академічного театру юного глядача на Липках[18][19], прес-брифінг[20] та кіноінтенсив для київських акторів[21]. Наступними днями відвідав книгарню «Сяйво»[22], зустрівся з гуртом «Kalush»[23].
- 9 березня — в Одесі на базі Одеського академічного українського музично-драматичного театру ім. Василя Василька пройшов круглий стіл керівників українських театрів з обговорення проблеми діяльності театрів в умовах війни[24][25]
- З 23 березня по 5 квітня у Києві пройшла серія авторських воркшопів з акторської майстерності від французької режисерки театру і кіно, драматургині і сценаристки Аріан Мнушкін[en] та 15 акторів паризького «Театр дю Солей[en]»[26][27][28]
- До Дня театру Миколаївський академічний художній драматичний театр відкрив оновлений інтерактивний музей театру[29]
- Художниця Леся Ковпак, під час підготовки прем'єри «Лиса Микита» за Іваном Франком на сцені Київського академічного театру юного глядача на Липках виористала штучний інтелект для створення афіші вистави[30]
- Львівський академічний драматичний театр імені Лесі Українки запустив аудіосцену – сучасну українську драматургію можна слухати онлайн у вільному доступі. Перша п‘єса під назвою «Повітряна тривога» була створена за текстом драматурга та перформера Дена Гуменного і за режисурою Влада Білоненка. Звучить вона у виконанні Андрія Кравчука та Андрія Росчіса[31]
- Після тривалого капітального ремонту для відвідувачів відкрив двері «Краків» – у минулому кінотеатр, а нині культурний кластер на Русанівці. У багатофункціональному просторі окрім перегляду кіно, можна буде долучитися до мистецьких заходів, дискусій, презентацій і навіть занять спортом чи танцями[32]
- До Дня Конституції України композитор Роман Григорів представив відео на свій новий твір, який назвав LANGSAM – 9M27K. Він перетворив російську ракету БМ-27 від РСЗВ Ураган на музичний інструмент, на якому він грає основну тему композиції[33]
- 28 липня депутати на сесії Дніпропетровської облради підтримали проєкт рішення про перейменування обласного комунального підприємства культури «Дніпропетровський академічний театр опери та балету» на комунальне підприємство культури «"Дніпровський академічний театр опери та балету” Дніпропетровської обласної ради»[34]
- 1 вересня — в Києві розпочала роботу Театральна студія «Картон». Засновник — Артем Боровик
- 30 вересня видання «Дзеркало тижня» оголосило про заснування Премії імені Олега Вергеліса, головними критеріями якої будуть популяризація та підтримка театрального мистецтва з акцентом на актуальність і оригінальність сценічної форми й талант. Премія передбачатиме грошову винагороду. Оголошення лауреатів відбуватиметься напередодні Всесвітнього дня театру[35]
- Команда Українського ПЕН спільно з «The Ukrainians» започаткували проєкт «Люди культури, яких забрала війна»[36]

### Театр і маркетинг
- Аліна Плахтієнко, керівниця PR-відділу Львівської опери про стажування у Метрополітен-опері[37]
- Чернівецький музично-драматичний театр імені Ольги Кобилянської провів ребрендинг театру. Роботи з оновлення виконала агенція «Branda Company» (м. Чернівці)[38][39][40]

### Театр, ЗМІ та блогосфера
- Текстом під назвою «Помолимось на Мінкульт: Чого очікувати від зміни керманича та нової команди МКІП», який був опублікований 3 серпня 2023 року, розпочав свою колонку на «Українській правді» театральний режисер і продюсер Слава Жила[41]. Протягом 2023 року також вийшли за його авторства тексти з оглядами про вистави українського театру на імпорт та на експорт.

### Театр у кіно
- 26 квітня — прем’єра документального фільму «Кава з Васильком» від проєкту «Театральна риболовля». Роботу створено до 130-річчя Василь Василька – 42-хвилинна відеооповідь увібрала в себе відзнятий матеріал театрального маршруту (читання п'єси «Чашка чорної кави» Василя Василька в режисурі Валерії Федотової на сцені Одеського академічного українського музично-драматичного театру ім. Василя Василька, епізоди Чернівецького музично-драматичного театру ім. Ольги Кобилянської та київського Державного музею театрального, музичного та кіно-мистецтва України. Прем'єра відбулася в рамках Всеукраїнської науково-практична конференції «100 років в авангарді» у Державному музеї театрального, музичного та кіно-мистецтва України[42]
- 8 червня — прем’єра документального фільму «Танець з вогнем» про загиблого під час російського вторгнення в Україну артиста балету Вадима Хлуп'янця відбулася у київському кінотеатрі «Ліра» та була присвячена до дня народження артиста[43]. В мережі фільм вийшов на ютуб-каналі Яніни Соколової[44]
- 19 серпня — Прем'єра документального фільму «Гамлет Світла» (реж. Віктор Булига, 2023, 83') відбулася в рамках Одеського міжнародного кінофестивалю, який проходив у місті Чернівці. Головний герой фільму – український актор театру і кіно, виконавець ролі Гамлета, режисер і керівник дитячої студії та народного театру Іван Данілін[45][46]
- 22 серпня — Документальна драма «Драм» (реж. Юліан Улибін, 2023, 69') – про акторів Донецького драматичного театру (м. Маріуполь)[45]
- 21 вересня — прем’єра документального фільму «Лишатися (не) можна» відбулася на онлайн-платформі «Megogo». Стрічка розповідає про роботу Херсонського обласного академічного музично-драматичного театру ім. Миколи Куліша. У центрі оповіді — спогади працівників театру про життя в окупації, про рішення поїхати, ще складніший процес евакуації та повернення додому. Хтось досі не наважується повернутись у місто, яке нещадно обстрілюється кожного дня, а хтось не зміг поїхати з Херсона, не в силах покинути рідну домівку. Сценаристи – Сергій Зейналов, Еліна Вольська, режисер – Сергій Зейналов[47]

### Театральні виставки
- 20 — 26 лютого — Арт-тиждень «Лютий лютий 2014-2023» у Центрі ім. Леся Курбаса (м. Київ), в рамках якого відбулися арт-проєкт «Ми обираємо Березіль» (фотовиставка «Курбасівці на війні», «Ми на відстані, але серцем з Україною», презентація фільмів та світлин «Рік на війні. Пригоди Бандери та Грушевського, або неймовірні історії волонтерства» від режисера та волонтера Олексія Орлова, презентація проєкту антології п’єс «Неназвана війна», прем’єра вистави «Несподівано тихо», вистава-терапія «Світанок» (26 лютого)[48]
- 24 березня — 6 квітня — виставка ескізів театрального костюма різних періодів творчості Марії Левитської (приміщення Президії Національної академії мистецтв України)[49]
- 12 травня — 16 липня — виставка «Народження образу» Марії Левитської (приміщення Державного музея театрального, музичного та кіно-мистецтва України) — на виставці представлені твори Марії Левитської з колекції Музею театрального, а також роботи з особистої збірки художниці: ескізи костюмів до вистав та кіно, ескізи до всесвітньовідомих оперних та балетних постановок

### Театральні ювілеї
- - 30 січня — 100 років Музею театрального, музичного та кіномистецтва України[50][51][52]
  - 27 березня — 5 років Народна театр-студія «10 ряд 10 місце» (м. Ковель)[53]
  - 3 травня — 78 років Народний художній колектив «Театр Юних Чернвачан» Чернівецького міського палацу дітей та юнацтва (м. Чернівці)[54]
  - 28 травня — 35 років Київському академічному театру «Колесо»[55][56][57]
  - 9 липня — 7 років Криворізькому театру одного актора «AVE»[58]
  - 28 років на сцені в образі міма Корній Демидюк (м. Рівне)[59]
  - 9 грудня — 20 років Зразковому художньому колективу «Дитячо-юнацька театральна студія «Ну і дітки» (керівник – Лада Лабзова)[60]
- Ювілеї відмітили люди театру:
  - 15 лютого — 70 років актору театру і кіно Анатолію Хостікоєву[61][62]
  - 20 лютого — 75 років актору театру Адаму Цибульському[63]
  - 22 березня — 100 років французькому актору, міму Марселю Марсо — у Криворізькому театрі музично-пластичних мистецтв «Академія руху» відбувся творчий вечір «Поет тиші»[64]
  - 7 квітня — 130 років Василю Васильку[65]
  - 3 травня — 95 років, які виповнилися 2 січня Галині Яблонській[66][67]
  -  13 серпня — 50 років Олесі Жураківській[68]
- Ювілеї вистав відмітили:
  - 26 березня — 100-й показ вистави «Королева краси, або Перед смертю не надихаєшся» за п'єсою «Красуня з Лінена» Мартіна Мак-Дони (реж. Максим Голенко, Київський академічний театр «Золоті ворота») — прем'єра відбулася 26 червня 2015 року
  - 30 травня — 25 років та 300-й показ вистави «Синій автомобіль» за п'єсою однойменною п'єсою Ярослава Стельмаха (реж. Ігор Славинський, Київський академічний Молодий театр) — прем'єра відбулася 13 травня 1998 року[69]
  - 13 червня — 20 років історичному анекдоту «Корсиканка» за п’єсою Іржі Губача, реж. Олексій Лісовець (Київський академічний театр драми і комедії на лівому березі Дніпра)[70]
  - 29 серпня — 350-й показ вистави «Кайдашева сім'я» за однойменною повістю Івана Нечуй-Левицького (реж. Петро Ільченко, Національний академічний драматичний театр імені Івана Франка) — прем'єра відбулася 28 грудня 2007 року[71][72]
  - 1 листопада — 100-й показ вистави «Передчуття Мини Мазайла» за п'єсою «Мина Мазайло» Миколи Куліша (реж. Віталій Малахов, Київський академічний драматичний театр на Подолі) — прем'єра відбулася 19 січня 2006 року
  - 5 грудня — 250-й показ вистави «Корсиканка» за п’єсою Іржі Губача, реж. Олексій Лісовець (Київський академічний театр драми і комедії на лівому березі Дніпра) — прем'єра відбулася 2003 року

### Меморіальні події
- 20 вересня — в приміщенні Київського академічного театру ляльок відкрили меморіальну дошку, присвячену народному артистові України, заслуженому діячеві мистецтв Польщі – Юрію Сікало[73]

### Прощання
із виставами
- - 19 травня — «Війна» Ларсена Нурена (реж. Давид Петросян, Національний академічний драматичний театр імені Івана Франка) — прем'єра відбулася 9 червня 2018 року
  - 15 червня — «Всі мої сини» Артура Міллера (реж. Станіслав Мойсєєв, Національний академічний драматичний театр імені Івана Франка) — прем'єра відбулася 12 липня 2017 року
  - 23 вересня — «Клас» Павла Ар’є, Стаса Жиркова та акторів вистави (реж. Стас Жирков, Київський академічний театр драми і комедії на лівому березі Дніпра) — прем'єра відбулася 11 травня 2019 року

із театром
- - 16 червня — свою останню виставу в існуючому форматі заграв Запорізький театр танцю. Показали «З коханням не жартують» за мотивами комедії «Сон літньої ночі» Вільяма Шекспіра[74]

### Театральні гастролі
- 26 — 27 січня — Харківський академічний драматичний театр із виставою «Возлюби ближнього свого» за романом Еріха Марія Ремарка (реж. Володимир Давиденко) у Києві (на сцені Національного драматичного театру Лесі Українки)[75]
- 3 лютого — Київський академічний театр драми і комедії на лівому березі Дніпра із моновиставою «Усі найкращі речі» Дункана МакМіллана (реж. Тамара Трунова) у Чернігові (на сцені Чернігівського театру ім. Тараса Шевченка)[76]
- 24 лютого — Дніпровський академічний театр драми і комедії показав виставу великої сцени «Всупереч» (реж. Антон Меженін) на річницю широкомасштабного вторгнення на сцені Національного академічного драматичного театру ім. Лесі Українки в Києві[77][78]
- На сцені Миколаївського академічного художнього драматичного театру у лютому відбуваютьс покази вистав, створених під час вторгнення: фарс «Украдене щастя» (Камерний театр «Маланка»), «Книга світів» («ProEnglish Theatre»)[79][80]. Березнем театр приймає «Гастролі незламних півдня України» з Одеси, Кропивницького, Херсону[81]. У травні виставу «Стусанина» показала київська команда «DSP»[82]. Сам Миколаївський драмтеатр показав свої вистави в Одесі, Кропивницькому («Пригоди козаків», «Маєток Рейвенскрофт»)[83], прем'єрну виставу «Земний монолог» 14 червня показали у Первомайску[84]
- 11 березня — Харківський державний академічний театр ляльок імені В. А. Афанасьєва в Києві із музичним перформансом «Вертеп» (реж. Оксана Дмітрієва) на сцені Театру на лівому березі[85]
- 12 травня — Гастролі Національного академічного українського драматичного театру ім. Марії Заньковецької у Києві із виставою «Львівське танго»[86]
- травень — Гастролі Херсонського обласного академічного музично-драматичний театр імені Миколи Куліша в Києві (11 травня) на камерній сцені ім. С. Данченка Національного академічного драматичного театру ім. Івана Франка із документальною виставою «Лишатися не можна…»; в Одесі (25 травня) із моновистава «Юда» за участю Сергія Михайловського (на сцені Одеського академічного українського музично-драматичного театру ім. Василя Василька)
- 21 червня — Львівський національний академічний театр опери та балету імені Соломії Крушельницької показав нову версію опери «Запорожець за Дунаєм» (реж. Оксана Тараненко) в Києві[87]
- 24–26 жовтня — Гастролі Сумського національного театру ім. Михайла Щепкіна та Луганського академічного українського театру на сцені Національного театру ім. І. Франка у Києві[88][89][90][91]

### Підсумки сезонів
Миколаївський академічний художній драматичний театр завершив свій сотий театральний сезон із вимушено створеними виставами в укритті (які відвідали понад 10 000 глядачів) та боротьбою із наслідками руйнації від прильоту ракети у двір театру. Восьмою за рік премʼєрою – виставою «Таємниця маленької Сови» – закрив 42-й театральний сезон Закарпатський обласний театр ляльок «Бавка». 25 червня у Дрогобичі завершили 83-й сезон Львівський обласний академічний музично-драматичний театр імені Юрія Дрогобича ретро-виставою «Серенади прадавніх двориків» – однією з десяти прем'єр, які театр випустив з серпня 2022 по червень 2023-го. Театр відвідав фестивалі у Туреччині та Словаччині, активно гастролювали по заході України. В сезон 140-річчя Кропивницького академічного українського музично-драматичного театру ім. Марка Кропивницького, було випущено шість прем'єр, серед яких єдина вистава, яка ніде не ставилася – «Бондарівна».

### Український театр за кордоном
- 11 січня — Прем'єра вистави «A Canção da Floresta» за «Лісовою піснєю» Лесі Українки на сцені CTB – Companhia de Teatro de Braga (м. Брага, Португалія). П'єсу португальською мовою поставила режисерка Ольги Туруті-Прасолової[98]
- 23 — 27 січня — Тиждень української драматургії в Парижі (партнерський проєкт «Української весни» та театру Lavoir Moderne Parisien. В програмі: «Мина Мазайло» Миколи Куліша, та п’ять сучасних творів: «Сім перших робіт Аліни» та «Я норм» Ніни Захоженко, «Слава героям» Павла Ар’є, «Крізь шкіру» Наталії Блок, «Сповідь українки» Марії Ісакової[99][100]
- «Ukrainian kiosk» з’явився у театрі Schauspielhaus Zürich (Цюрих, Швейцарія). Це постійний майданчик для обміну думками про історію та культуру України. Першою гостею стала письменниця Оксана Забужко (12 березня)). Далі в роботі майданчика взяв участь Сергій Жадан (19 квітня). Ініціатива створення — Стаса Жиркова під час підготовки нового спільного проєкту з театром[101]
- «Європейський фестиваль: Українська весна» у Стокгольмі (квітень — тревень): читання віршів із щойно виданого шведською мовою альманаху «Під відкритим небом України. Голоси з війни» (шведський актор Королівського драматичного театру Dramaten, драматург і театрознавець Ханнес Мейдал та українська актриса театру і кіно Катерина Кістень) у супроводі музики українських композиторів (Борис Лятошинський, Валентин Сильвестров, Микола Лисенко, Віктор Косенко); читання творів українських поетів «розстріляного відродження» у супроводі струнних з Королівського Стокгольмського філармонічного оркестру (театральна та кіноактриса Стіна Екблад); концерт «Музи – НЕ мовчать» (музика сестер Богдани Фроляк та Ганни Гаврилец у виконанні струнних симфонічного оркестру Львівської національної філармонії під керівництвом Володимира Сивохіпа); вистава «Як ти відчуваєш, що боїшся?» (реж. Ларс Рудольфссон); покази фільмів «Бачення метелика», «Щедрик», «Путівник», «Зима у вогні» тощо[102]
- квітень — Київський національний академічний Молодий театр взяв участь у Шекспірівському фестивалі у Великій Британії (York International Shakespeare Festival) із виставою «Сон літньої ночі»[103]
- травень — Донецький академічний обласний драматичний театр здійснив гастролі в культурному центрі Ginta Latina міста Кишинів Республіки Молдова (вистави «Крин нації» та «Decameron»)[104]. У місті Лейпциг, в театрі Schaubühne Lindenfels 13 травня зіграли виставу «Маріупольська драма»[105]
- В рамках Єврофестивалю, який відбувається за підтримки Британської Ради та Українського інституту, в Ліверпулі показали українську археологічну оперу «Чорнобильдорф» (Роман Григорів та Ілля Разумейк)[106]
- з 5 по 9 травня Хмельницький обласний український музично-драматичний театр імені Михайла Старицького показав в молдовських містах Кишинів та Бєльці репертуарні вистави: драма «Ой не ходи, Грицю, та й на вечорниці» та інтерактивна казка «Книга джунглів». Поїздка відбулася у рамках спільно прийнятої Програми між міністерствами культури України та Республіки Молдова[107]
- Вистава «Place of Hope» у Великій Британії[108]
- з 24 по 30 червня Чернівецький музично-драматичний театр імені Ольги Кобилянської проводить благодійні гастролі в Італії — показ вистави «Фаустпатрон» (реж. Іван Бутняк) у Венеції, Мілані та Римі[109][110]

### Театральні скандали
- січень — Напередодні Нового Року, 30 грудня 2022 року, з посади генерального директора–художнього керівника Національного академічного драматичного театру ім. Лесі Українки було офіційно усунуто Михайла Резніковича, який своє відсторонення вирішив прокоментувати низкою відкритих листів на ім'я міністра культури та інформаційної політики України Олександра Ткаченка, які містять образу, трактують цей крок як хибний та всіляко звинувачують нового очільника театру Кирила Кашлікова[111]. У зв'язку зі звільненням Резніковича почали з'являтися спогади акторів, які працювали в театрі під його керівництвом: Вікторія Білан-Ращук[112], Антін Мухарський[113]. У липні, в одному з відкритих листів Михайла Резніковича з'явився критичний допис про нинішню роботу театру без нього, зокрема зазначив про необхідність повернення російської мови на сцену[114]
- січень — Рішенням суду було визнано протиправним рішення конкурсу на посаду директора-художнього керівника Київського академічного театру юного глядача на Липках, внаслідок чого було звільнено керівника В'ячеслава Жилу[115][116]. Департаментом культури КМДА була зроблена спроба призначити виконувачем обов'язки режисера театру Максима Михайліченка[117][118]. Таке рішення зустріло опір колектива[119][120]. З 1 лютого за посаду призначено тимчасово виконуючу обов'язки директора-художнього керівника Марію Кривенко[115][121]. Тим часом в журналістських розслідуваннях випливають документи з Державного реєстру речових прав на нерухоме майно, згідно з якими приміщення, які перебували на балансі театру площею 93,5 квадратних метри, оформлені 2020 року на ім'я дружини директора театру Анжеліки Гирич[122][123][124]. Спробу узагальнити та усвідомити практики зміни керівництва київських театрів зробила театральна критикиня, голова експертної ради всеукраїнського театрального фестивалю-премії «ГРА» Ольга Стельмашевська на сторінках часопису «Лівий берег» — «Пінг-понг київськими театрами: чому важлива стратегія?»[125].
- Українські музиканти та драматичні актори відмовилися виступати на одній сцені з росіянкою Нетребко на фестивалі «Die Internationalen Maifestspiele Wiesbaden», який пройде з 30 квітня по 31 травня, офіційно присвячений темі свободи слова та політв'язням в усьому світі. Серед запрошених українських митців були: симфонічний оркестр Національної філармонії України, який спільно з хором Національної опери України мав виконати на знаменитій сцені Гессенського державного театру Вісбадена «Реквієм» Джузеппе Верді (диригент Микола Дядюра), а також Харківський державний академічний український драматичний театр ім. Тараса Шевченка — який мав показати постановку «Калігула» за п’єсою Альбера Камю (режисер Олександр Ковшун)[126][127].
- 18 лютого стався конфлікт між директором Коломийського академічного обласного українського драматичного театру ім. Івана Озаркевича Дмитром Чибораком та екс-працівником театру Павлом Уграком. За словами пана Павла директор вдарив його у голову. Сам директор це спростовує. Обоє готовлять позови до суду[128]
- 12 квітня з посади головного диригента Одеського національного академічного театру опери та балету звільнено В'ячеслава Чернуха-Волича, який працював в театрі з 2019 року. Причиною звільнення стала фотосесія із Юсіфом Ейвазовим, директором Національної опери Азербайджану, чоловіка співачки Ганни Нетребко, які перебувають під санкціями в Україні[129][130][131]
- На афіші оперного фестивалю Opera las Palmas (квітень, Іспанія) представлені солісти Одеського національного академічного театру опери та балету (заслужена артистка України Катерина Кальченко, Катерина Бурдік, Марія Рязанцева, заслужений артист України Сергій Доценко та хореограф Яніна Кисельова) поряд із показом опери «Джоконда» за участі російських солістів — Роман Бурденко (Маріїнський театр під керівництвом соратника путіна Валерія Гергієва) та Юлії Меннібаєвої (Большой театр)[132]
- В квітні з'явилася петиція щодо внесення змін та доповнень до рішення сесії Запорізької міської ради від 07.12.2022 № 64 «Про реформу муніципальних театрів» щоб не допустити реалізацію рішення про припинення діяльності шляхом ліквідації юридичної особи Запорізького муніципального театру-лабораторії «Ві» та Запорізького муніципального театру танцю та об'єднання цих двох театрів в один[133]
- 1 травня Національний академічний драматичний театр імені Івана Франка оприлюднив офіційну позицію керівництва щодо відмови від участі театру у Х Театральній Олімпіаді в Будапешті (Угорщина). Причиною стало включення до програми росіян (вистава «REX» у постановці художнього керівника Александрінського театру Валерія Фокіна[ru]; показ кінофільму «Петрополіс[ru]» з Антоном Шагіним у головній ролі — російським актором, який активно підтримує війну проти України. В олімпіаді від України мали брати участь вистави «Кар’єра Артуро Уї» та «Калігула»[134][135]
- Ініціативна група Національного академічного театру опери та балету України ім. Тараса Шевченка виразила незгоду із не продовженням контракту Петру Чуприні, який на посаді генерального директора перебуває із 1999 року, і вийшли на акцію біля будівлі Міністерства культури та інформаційної політики України із гаслом «Наші голоси почув світ – чи почує їх міністр?»[136]
- В Самборі місцева влада планує перенести музей Леся Курбаса в кімнату шахового клубу, чим налаштувала проти себе громаду[137]
- 8 червня актори львівського театру «Воскресіння» дорогою на фестиваль у Каліші, на трасі Ряшів – Краків потрапили у ДТП. За інформацією прес-служби поліції Підкарпатського воєводства, постраждали п'ятеро людей. До лікарні госпіталізували трьох. За попередніми висновками, 63-річний водій автобуса Mercedes, заснув на прямій ділянці дороги, а його транспортний засіб з'їхав на узбіччя та натрапив на огорожу. Колектив прямував на участь у XXX Міжнародному фестивалі вуличного мистецтва La Strada, де мали зіграти 9 червня виставу про Тараса Шевченка[138]
- 26 червня в Дубліні зазнав нападу молодий український театральний актор Олександр Греков, який у складі трупи Театру імені Лесі України перебував на гастролях в театрі Abbey Theatre[139]
- червень — звільнений генеральний директор-художній керівника львівського Національного академічного українського драматичного театру ім. Марії Заньковецької Андрій Мацяк зібрав підписи під листом-зверненням до Міністерства культури України, на свою підтримку. Лист підписали 27 осіб, серед яких представники партії «Європейська Солідарність» у Львівській міській раді: Роман Грицевич, Петро Адамик, Анастасія Окряк, Юрій Моравецький, Володимир Гой, Юрій Ломага, Олена Пелех, Іван Рудницький, Назарій Бербека, Антін Борковський. Згодом, один з підписантів листа, Ігор Калинець, відкликав свій підпис під зверненням[140]
- липень — Тривають скандали навколо Донецького академічного обласного драматичного театру у місті Маріуполь. Бренд одягу «Starchak» випустив жакет із зображенням театру, що суспільством було сприйнято як спекуляція на війні («маркетингова байрактарщина»)[141]. Орієнтовно в цей самий час окупантська влада розпорядилася про повне залиття бетоном підвальних приміщень театру й початок будівництво фактично з нуля під виглядом «реконструкції»[142]
- липень — допис акторки Харківського театру ім. Шевченка Владлена Святаш спричинив хвилю обговорень та публікацій у ЗМІ. Йдеться про те, що Харківський театр «Время Ч» став російським й змінив назву на «Театр Питер». Режисерка театру Жанна Богусевич, а також актори Сергій Лістунов та Дарія Терновська переїхали до Санкт-Петербурга, де й створили нову театральну студію[143], знялися у пропагандиському кіножурналі «Вслух!»[144]. В наслідок цієї інформації, військова обладміністрація анулювала почесну грамоту режисерці театру Жанні Богусевич, яку та отримала у березні 2023 року від голови ХОВА Олега Синєгубова за вагомий внесок у розвиток культури[145].
- липень — у Харківському академічному українському драматичному театрі ім. Тараса Шевченка фіксуються припинення дії трудових договорів, а відшкодування заробітної плати, гарантійних та компенсаційних виплат покладаються на державу агресора (такий лист опублікував на своїй сторінці артист вищої категорії Харківського академічного українського драматичного театру ім. Тараса Шевченка Сергій Гусєв)[146]. Також повідомляється про загальне скорочення фінансування театру[147][148].
- липень – вересень — Кропивницький академічний український музично-драматичний театр імені М. Л. Кропивницького опиняється в епіцентрі скандалу навколо призначення конкурсу на керівну посаду. З грудня 2022 року директором-художнім керівником призначено Вячеслава Вандрашека, який за півроку роботи запустив основні процеси в театрі[149]. Зі зміною влади в області, рішення попереднього голови облради підпали під перегляд. За заявою Вандрашека, йому пропонували «самовільно» написати заяву, а після відмови це зробити – оголосили конкурс[150][151]. Вандрашек, підтриманий колективом театру, вирішив шукати справедливості у судовому порядку[152]. Тим часом Кіровоградська обласна рада вирішила делегувати до конкурсної комісії людей театру: актора Богдана Бенюка, театрального критика Сергія Васильєва та театрознавицю Ганну Веселовську[153]. Кіровоградська обласна рада провела конкурс, який одразу став називанися «незаконним», а чинний директор-художній керівник подав відповідний судовий позов про його скасування[154]. Обласна рада конкурс провела 14 вересня, за результатами якого директором-художним керівником оголосили Сергія Корнієнка. Й вже 26 вересня, попри затвердження результатів конкурса обрадою, голова обласної ради Юрій Дрозд, підписав розпорядження про звільнення з посади директора Вячеслава Вандрашека та одноосібно призначив на цю посаду Сергія Корнієнка[155][156][157]. Вже 16 жовтня суд першої інстанції задовольнив позов Вячеслава Вандрашека проти Кіровоградської обласної ради щодо скасування розпорядження голови обласної ради Юрія Дрозда про проведення конкурсу на заміщення посади директора театру[158].
- Черговий скандал спричинила публікація на порталі «Главком» під назвою «Династія на династію? Конфлікт у театрі Франка виплеснувся на публіку», у якій виноситься внутрішній конфлікт співробітників Національного академічного драматичного театру ім. Івана Франка, та показує це через ніби протистояння кланів Хостікоєв-Сомська проти Богомазова[159]. Зі статтею у відповідь на сторінках видання виступив Анатолій Хостікоєв[160].
- Радянську військову пісню «Катюша» у зруйнованому РФ драмтеатрі в окупованому Росією Маріуполі, виконала китайська оперна співачка Ван-Фан[161].
- серпень — Державна аудит служба виявила у Львівському національному академічному театрі опери та балету імені Соломії Крушельницької фінансових порушень на 27,8 млн грн. Порушення виявлені у використанні доходів від платних послуг, наданні в оренду приміщення під кафе, залученні сторонніх артистів, а також завищенні вартості робіт з реконструкції будівлі театру[162].
- серпень — екс-актор Київського театру юного глядача, Гліб Михайличенко, виїхав до Росії та створює там кіношколу з іще одним колегою-перебіжчиком[163][164].
- серпень — львівська театрознавиця Катерина Сегет звинувачена у шахрайстві з грішми на допомогу ЗСУ[165][166]. У березні 2024 року її було помічено в Іспанії[167]
- жовтень — на порталі «Антикорупційний вимір» (Детально про корупцію на півдні України) вийшло журналістське розслідування щодо ДТП, скоєного 20 січня 2023 року в Одесі на вулиці Грушевського, під час якого водійка під час тест-драйву не впоралась з керуванням, виїхала на тротуар, де збила пішохода з чотирирічним сином. Учасницею ДТП виявилася генеральна директорка Одеського національного академічного театру опери та балету Надія Бабіч[168][169]
- 1 листопада Харківська обласна рада провела нараду, під час якої було запропоновано перевести діяльність театрів в онлайн та створити так звану «е-афішу». Подібне рішення культурною спільнотою було сприйнято як спробу «вбити театр як інституцію», а також виникло обурення через порушення законодавства[170][171]. Досить розмите та неконкретне інтерв'ю з приводу нововведень дала в етері радіо «Накипіло» заступниця голови облради Валерія Дзюба[172][173]. 17 листопада студенти Харківського національного університету мистецтв ім. Котляревського влаштували у центрі Харкова перформанс, яким продемонстрували символічне вбивство театральних установ – виготовили шибеницю з корпусом телевізора, в якій під час перформансу перебувала людина[174]. Під час брифінгу начальник Харківської облвійськадміністрації Олег Синєгубов повідомив про дозвіл грати театрам на власних майданчиках та скорочення фінансування удвічі (зі 100 мільйонів на близько 50 мільйонів)[175][176][177][178]. У Харкові розпочалася серія пресконференцій на тему: «Виживання культурних інституцій в умовах скорочення видатків». Учасниками 28 грудня стали Ольга Дорофєєва (завідувачка літературно-драматургічної частини Театру ляльок), Тетяна Пилипчук (директорка Харківського літмузею), Наталія Цимбал (викладачка сценічної мови в Харківському національному університеті мистецтв імені І.П. Котляревського), Ольга Турутя (режисерка Харківського академічного драматичного театру), Ніна Хижна (режисерка та представниця театру «Нафта»)[176].
- листопад — триває скандал навколо «Українського сучасного театру» (кер. Дмитро Рачковський), який продовжує грати вистави за Михайлом Булгаковим[179]

## Театр і війна
- До лав захисників долучилися артисти та працівники театрів: Максим Філіппов (Донецький академічний обласний драматичний театр[180]).

## Прем'єри
Протягом 2023 року українські театри випустили понад 350 прем’єр.
До вшанування ювілею Ольги Кобилянської, протягом року вийшло понад 5 вистав, пов’язаних з її іменем – за мотивами творів або біографічних.

## Фестивалі, театральні школи, форуми
- 7 — 8 січня — I Різдвяний мініфестиваль «ВертепСхід» (м. Харків)[182]
- 8 січня — XXIV Фестиваль вертепів «З Різдвом Христовим!» (м. Луцьк)[183]

- 17 — 24 квітня — X Міжнародний фестиваль українського театру «Схід-Захід» (м. Краків, Польща)[184]

- 13 — 14 травня — Всеукраїнського фестивалю дитячих та молодіжних театральних колективів «Мельпомена Fect» (м. Хмельницький)

- 2 — 4 червня — I Всеукраїнський фестиваль театрального мистецтва «Зірки Мельпомени» (м. Хмельницький)[185][186]

- 6 червня — IX open call для драматургів/инь «Драма.UA»[187]

- 24 червня — 3 липня — Всеукраїнський фестиваль театрального мистецтва «Від Гіпаніса до Борисфена»[188]

- 15 — 20 серпня — Фестиваль української драматургії «Дніпро.Театр.UA» (м. Дніпро)[189][190]

- 8 — 16 вересня — XXV Міжнародний театральний фестиваль «Мельпомена Таврії»(гасло фестивалю — «#ми_вдома»)[191]. Місце проведення основної (театральної), літературної та музичної програми – Одеса[192][193]

- 13 — 18 вересня — IV Міжнародний фестиваль моновистав «Монологи над Ужем» (м. Ужгород)[194]

- 18 — 24 вересня — LIII Театральний фестиваль «Вересневі самоцвіти» (м. Кропивницький)[195]

- 1 — 8 жовтня — Міжнародний театральний фестиваль «Homo Ludens 12+1» (Миколаївський академічний художній драматичний театр, м. Миколаїв)[196][197][198][199]. Підсумки[200][201]

- 5 — 10 жовтня — Міжнародний театральний фестиваль «Золотий Лев» (м. Львів)[202][203]

- 27 — 30 листопада — XV Театральний фестиваль комедії «Золоті оплески Буковини» (Чернівецький музично-драматичний театр імені Ольги Кобилянської, м. Чернівці)[38][40][204][205][206][207]

- 2 — 3 грудня — VIII Міжнародний фестиваль-конкурс мистецтв «Ukr West Art Fest» (м. Трускавець)[208][209]

- 9 грудня — V Всеукраїнський театральний фестиваль-премія «GRA» (м. Київ): експертна рада 2023[210];лонглист 2023[211]

- 15 — 17 грудня — II Драма-спринт «Жива антологія» (м. Київ)[212][213]

- 23 — 24 грудня — II Різдвяний мініфестиваль «ВертепСхід» (м. Харків)[214][215]

- Незалежна стипендія ім. Антонена Арто[216]

## Нагороди
- Премію імені Леся Курбаса не присуджували[217]

- I Премія-відзнака «Чорний лотос», спрямована на підтримку українських кіно-театральних митців/мисткинь, які були активними протягом 2022 року[218][219]
  - Актор кіно — Дмитро Олійник («Будинок Слово: нескінчений роман»)
  - Актор театру — Віталій Ажнов («Калігула», «Кар’єра Артура Уі, яку можна було спинити»)
  - Акторка кіно — Анастасія Карпенко («Як там Катя?»)
  - Акторка театру — Віталіна Біблів («Білка, яка прожила сто років»)
  - Короткометражний фільм — «ГКЧП» (реж. Аркадій Непіталюк)
  - Документальний фільм — «Я не хотіла знімати кіно про війну» (реж. Надія Парфан)
  - Режисер кіно — Тарас Томенко («Будинок Слово: нескінчений роман», «Терікони»)
  - Режисер театру — Іван Уривський («Калігула»)
  - Фільм — «Памфір» (реж. Дмитро Сухолиткий-Собчук)
  - Вистава — «Цар Едіп» (реж. Давид Петросян)

- Національну премію України імені Тараса Шевченка (театральне мистецтво) — не присуджували[220][221][222]
  - Серед номінантів представлені вистави: Гнатковський Олексій Іванович (режисер) — комедія «12 ніч, або Що собі хочете» Вільяма Шекспіра Івано-Франківського національного академічного драматичного театру імені Івана Франка; Захоженко Дмитро Олегович (режисер), Хорошко Олексій Євгенович (сценограф), Антоняк Марія Володимирівна (художниця по костюмах), Цимбаліст Оксана Олександрівна, Сидорко Василь Васильович (актори) вистави «Філоктет. Античний рейв» за п'єсами Софокла та Гайнера Мюллера Львівського академічного драматичного театру імені Лесі Українки
- Премія Women in Arts (категорія «Жінки в театрі») в межах руху солідарності за ґендерну рівність #HeForShe в Україні —
- Премія імені Лесі Українки (номінація «Театральні вистави для дітей та юнацтва» за 2022 рік) — вистава «Пливе човен» (реж. Ірина Ципіна, Перший український театр для дітей та юнацтва (м. Львів)[223]
- Премія імені Лесі Українки (номінація «Театральні вистави для дітей та юнацтва» за 2023 рік) — вистава «Хто росте в саду» (реж. Катерина Лук'яненко, Івано-Франківський академічний обласний театр ляльок імені Марійки Підгірянки)[224][225] Номінанти[226]
- Премія імені братів Євгена та Юрія Августина Шерегіїв у галузі театрального мистецтва за 2023 рік
- Мистецька премія «Київ» (у галузі театрального мистецтва — мистецька премія «Київ» імені Амвросія Бучми) —
- Премія організації AVIAMA (Всесвітній фестиваль театрів ляльок, Шарлевіль-Мезьєр, Франція) — Віталій Гольцов, головний режисер Чернігівського обласного театру ляльок ім. Олександра Довженка за розвиток лялькарського мистецтва[227]

## Звання
Розділ містить перелік лауреатів, які мають пряме відношення до театру.

### Народний художній колектив
- 23 жовтня – Зразковому гуртку сучасної драми «Тандем» (кер. Галина Коротенко) присвоєно почесне звання «Народний художній колектив»[228]

### Народний артист України
- Печериця Олександр Олександрович — актор Національного академічного драматичного театру імені Івана Франка (м. Київ)[229]

### Заслужений артист України
- Матвіїв Василь Миронович — артист хору Львівського національного академічного театру опери та балету ім. Соломії Крушельницької[229]
- Петрова Ірина Олексіївна — солістка опери державного підприємства «Національний академічний театр опери та балету України імені Тараса Шевченка» (м. Київ)[229]

### Ордени
Орден «За заслуги» ІІ ступеня
Орден «За заслуги» ІІІ ступеня
Орден княгині Ольги ІІІ ступеня
Орден «За мужність» ІІІ ступеня
- Павлюк Сергій Миколайович — головний режисер Херсонського обласного академічного музично-драматичного театру ім. Миколи Куліша[229]

## Конкурси на заміщення керівних посад
| Дата       | Переможець                      | Посада                                           | Театр / Заклад | Конкуренти                                                                                 | Коментар, Посилання |
| ---------- | ------------------------------- | ------------------------------------------------ | --- | ------------------------------------------------------------------------------------------ | --- |
| 12 січня   | Жураківська Олеся Вікторівна    | В.о. директора-художнього керівника              | Київський академічний театр драми і комедії на лівому березі Дніпра                                                     |                                                                                            | Повідомлення ЗМІ |
| 1 лютого   | Кривенко Марія Євгенівна        | В.о. директора-художнього керівника              | Київський академічний театр юного глядача на Липках                                                                     |                                                                                            | ЗМІ |
| 2 лютого   | Тюпін Гліб Геннадійович         | Режисер                                          | Київський муніципальний академічний театр ляльок                                                                        |                                                                                            | |
| 16 березня | Хаїнський Вадим Вікторович      | В.о. директора-художнього керівника              | Волинський академічний обласний театр ляльок                                                                            |                                                                                            | ЗМІ Інтерв'ю |
| 12 травня  | Педорук Іван Дмитрович          | В.о. директора-художнього керівника              | Вінницький обласний академічний український музично-драматичний театр імені Миколи Садовського                          |                                                                                            | ЗМІ |
| 12 травня  | Побережна Тетяна Іванівна       | В.о. директора-художнього керівника              | Вінницький академічний обласний театр ляльок «Золотий ключик»                                                           |                                                                                            | ЗМІ |
| 7 червня   | Голенко Максим Георгійович      | В.о. генерального директора-художнього керівника | Національний академічний український драматичний театр імені Марії Заньковецької                                        |                                                                                            | МКІП ЗМІ Заяви перших днів призначення Підсумки 1-го року |
| 14 червня  | Дзуринець Рудольф Рудольфович   | В.о. директора-художнього керівника              | Закарпатський академічний обласний український музично-драматичний театр імені братів Юрія-Августина та Євгена Шерегіїв |                                                                                            | ЗМІ Інтерв'ю |
| 19 червня  | Пужаковська Ольга Олександрівна | Директорка-художня керівниця                     | Львівський академічний драматичний театр імені Лесі Українки                                                            |                                                                                            | Запис Результат |
| 14 вересня | Корнієнко Сергій Вікторович     | Директор-художній керівник                       | Кропивницький академічний український музично-драматичний театр імені М. Л. Кропивницького                              | Дорошев Олексій Іванович (актор — провідний майстер сцени Театру ім. Марка Кропивницького) | Оголошення Запис Кіровоградська обласна рада оголосила та провела конкурс на заміщення не вакантної посади (її займає до кінця воєнного стану Вандрашек Вячеслав Павлович). Про недоцільність проведення конкурсу заявили у Міністерстві культури України |
| 11 жовтня  | Яцина Олег Анатолійович         | Керівник                                         | Харківський академічний драматичний театр                                                                               |                                                                                            | Представлення Інтерв'ю Деколонізація |
| 23 жовтня  | Петросян Давид Самвелович       | Головний режисер                                 | Національний академічний український драматичний театр імені Марії Заньковецької                                        |                                                                                            | Пресслужба театру ЗМІ. |

Завершення каденції
- 26 січня — Жила В'ячеслав В'ячеславович, директор-художній керівник Київського академічного театру юного глядача на Липках[260]
- 12 травня — Лозовський Володимир Васильович, директор-художній керівник Вінницького обласного академічного українського музично-драматичного театру ім. Миколи Садовського[237]
- 12 травня — Байдюк Михайло Дмитрович, директор-художній керівник Вінницького академічного обласного театру ляльок[237]
- 6 червня — Мацяк Андрій Олександрович, генеральний директор-художній керівник Національного академічного українського драматичного театру ім. Марії Заньковецької[239] (аналіз каденції від журналістів «Гал-інфо»[261], «Kyiv Post»[262])
- червень — Марюхнич Василь Васильович, директор-художній керівник Закарпатського академічного обласного українського музично-драматичного театру ім. братів Юрія-Августина та Євгена Шерегіїв
- 30 червня — Левенець Ігор Анатолійович, співак (лірико-драматичний тенор), народний артист України (2019), актор Київського національного академічного театру оперети, мобілізований до лав ЗСУ[263][264])
- 27 липня — Ткаченко Олександр Владиславович, міністр культури та інформаційної політики України (з 4 червня 2020 року)[265][266]

## Діячі театру

### Померли
Січень
- 7 січня —
  -  Михайло Дроботов (64) — актор Одеського академічного обласного драматичного театру, режисер Одеського Театру на Чайній, Заслужений артист України[267]
  -  Леонід Ерман (96) — радянський та російський театральний діяч, директор театрів «Современник» та МХТ ім. А. П. Чехова, Заслужений митець Російської Федерації
- 8 січня —
  -  Сергій Круценко (55) — український композитор, виконавець-мультиінструменталіст, продюсер, режисер, поет та мислитель, спеціаліст з акустичних та візуальних технологій
- 14 січня —
  -  Інна Чурикова (79) — радянська і російська актриса театру і кіно. Лауреат премії Ленінського комсомолу (1976). Заслужена артистка РРФСР (1977). Народна артистка РРФСР (1985). Народна артистка СРСР (1991). Лауреат Державної премії Росії (1996)[268]
- 19 січня —
  -  Володимир Борисюк (52) — український театральний режисер[269]
- 25 січня —
  -  Жанна Тугай (85) — радянська та українська театральна актриса. Народна артистка УРСР (1987).
- 29 січня —
  -  Ольга Когут (53) — українська акторка Національного академічного драматичного театру ім. Лесі Українки, заслужена артистка України (2006)[270]

Лютий
- 6 лютого —
  -  Сергій Соловйов (60) — актор Харківського театру для дітей та юнацтва (з 1984), Чернігівського театру (1991-1992)[271]
- 10 лютого —
  -  Олександр Кравченко (73) — актор Київського національного академічного театру оперети, Народний артист України (1997), професор Київського університету культури і мистецтв[272]
- 12 лютого —
  -  Міхаілс Груздовс[lv] (69) — радянський та латвійський театральний режисер[273]
- 13 лютого —
  -  Христина Кедич (83) — українська акторка, актриса Першого театру (м. Львів), Народна артистка України[274]
- 23 лютого —
  -  Сергій Скузь (60) — артист балету, завідувач балетної трупи Національної опери України, Заслужений працівник культури України[275]
- 28 лютого —
  -  Сергій Дудка (78) — український актор, з 1972 року актор Львівського обласного академічного музично-драматичного театру ім. Юрія Дрогобича, Заслужений артист України[276]
  -  Тетяна Медвідь (84) — головна художниця Харківського академічного українського драматичного театру ім. Тараса Шевченка, заслужена діячка мистецтв України

Березень
- 2 березня —
  -  Марія Онетто (56) — аргентинська акторка театру, кіно та телебачення[277]
- 3 березня —
  -  Микола Ластовецький (86) — український артист, актор Сумського обласного театру драми та музичної комедії. Народний артист України (2007)[278]
- 16 березня —
  -  Віталій Аверченко (85) — радянський і український актор та режисер, Народний артист України (1992)[279]
  -  Лідія Погорєлова (???) — українська артистка, акторка Харківського академічного українського драматичного театру ім. Тараса Шевченка
- 21 березня —
  -  Олександр Козаренко (59) — український композитор, піаніст, музикознавець, автор музики понад 50 театральних вистав[280].
- 21 березня —
  -  Поліна Романова (???) — керівниця Миколаївського театру ляльок у 1980-х
- 31 березня —
  -  Євген Бубер (52) — український актор, радник директора-художнього керівника Одеського академічного українського музично-драматичного театру ім. Василя Василька, заслужений діяч мистецтв України[281]

Квітень
- 1 квітня —
  -  Олександр Гетманський (63) — радянський та український актор театру і кіно, Народний артист України (2004)
- 11 квітня —
  -  Юрій Топузов (86) — головний хормейстер Одеського академічного театру музичної комедії ім. Михайла Водяного (1973-2017), заслужений діяч мистецтв України
- 14 квітня —
  -  Микола Вороненко (77) — український актор, режисер, актор Київського Молодого театру (з 1979 року)
- 18 квітня —
  -  Олександр Тартишников (77) — український актор Харківського академічного українського драматичного театру ім. Тараса Шевченка[282]
  -  Олександр Якимчук (67) — український актор Волинського обласного академічного музично-драматичний театру ім. Тараса Шевченка, Народний артист України[283][284][285]
- 20 квітня —
  -  Ростислав Янчишен (31) — артист балету Одеського національного академічного театру опери та балету[286][287][288]
- 23 квітня —
  -  Андрій Петров[ru] (77) — радянський та російський артист балету та хореограф, засновник та художній керівник Театру Кремлівський балет. Народний артист РРФСР (1985)

Травень
- 5 травня —
  -  Дмитро Кравець (???) — український режисер, актор, драматург, керівник дитячого театру «Казка» (м. Харків)[289][290]

Червень
- 19 червня —
  -  Антон Білозубов (34) — художник з освітлення Херсонського обласного академічного музично-драматичного театру ім. Миколи Куліша[291][292]

Липень
- 2 липня —
  -  Андрій Вавринчук (???) — звукорежисер Рівненського обласного академічного українського музично-драматичного театру[293]
- 27 липня —
  -  Євген Невинський (50) — український актор-ляльковод, художник-оформлювач ігрових ляльок, провідний майстер сцени Київського муніципального академічного театру ляльок

Серпень
- 3 серпня —
  -  Михайло Безпалько (85) — український драматичний актор, педагог, провідний актор Тернопільського академічного обласного драматичного театру ім. Тараса Шевченка[294].
  -  Марголіс Марк (83) — американський актор кіно і театру[295].
  -  Ірина Мірошниченко (81) — радянська і російська актриса театру та кіно, театральний педагог. Заслужена артистка РРФСР (1976). Народна артистка РРФСР (1988)[296].
- 7 серпня —
  -  Арасі Балабанян (83) — бразильська акторка театру, кіно та телебачення[297].
- 8 серпня —
  -  Юлія Борисова (98) — радянська російська актриса московського Державного академічного театру ім. Вахтангова, Народна артистка СРСР (1969)[298].
- 9 серпня —
  -  Віра Васильєва (98) — радянська і російська актриса театру і кіно. Народна артистка СРСР (1986). Лауреатка двох Сталінських премій (1948, 1951)[299].
  -  Іта Евер (92) — радянська і естонська акторка театру, кіно та телебачення. Народна артистка Естонської РСР (1973)[300][301].
- 12 серпня —
  -  Лідія Остринська (56) — українська театральна акторка, актриса Національного академічного українського драматичного театру імені Марії Заньковецької (м. Львів), Народна артистка України (2019)[302]
- 14 серпня —
  -  Майя Гарбузюк (58) — театрознавець, доктор мистецтвознавства, доцент кафедри театрознавства та акторської майстерності ЛНУ ім. Івана Франка, в.о. декана факультету культури і мистецтв Львівського національного університету імені Івана Франка. Авторка понад 200 статей та інтерв'ю з питань історії, теорії та практики сучасного театру. Член Національної спілки театральних діячів України, член НТШ, Голова Театрознавчої комісії НТШ, член, експерт, голова журі театральних фестивалів[303]
- 15 серпня —
  -  Ольга Цвиговська (???) — артистка балету першої категорії. Протягом 35 років працювала в Одеському національному академічному театрі опери та балету, після виходу на творчу пенсію – майстриня костюмерної ділянки[304].
- 16 серпня —
  -  Світлана Орлюк (77) — концертмейстерка оперної трупи Національного академічного театру опери та балету України ім. Тараса Шевченка, заслужена артистка України
- 17 серпня —
  -  Олексій Хільський (35) — український актор, актор Дніпровського драматичного молодіжного театру «Віримо!», головний сержант Збройних сил України, учасник російсько-української війни[305]
- 19 серпня —
  -  Ігор Ясулович (81) — радянський і російський актор театру і кіно. Народний артист Росії (2002)[306]
- 23 серпня —
  -  Алла Борічко (87) — українська акторка, режисерка, художня керівниця Театру «У Білій вітальні» (Київський будинок вчених НАН України), який очолювала понад 30 років. Заслужений працівник культури України (1996)
- 25 серпня —
  -  Юрій Потапенко (58) — український актор театру та кіно, актор Київського національного академічного Молодого театру[307][308]
- 29 серпня —
  -  Роже ван Гол[fr] (82) — бельгійський актор театру іта кіно[309]
- 29 серпня —
  -  Віктор Козуб (???) — головний художник Полтавського академічного обласного театру ляльок[310]

Вересень
- 1 вересня —
  -  Михайло Кабанов (44) — український громадський та культурний діяч, актор, перформер[311].
  -  Людмила Талах (82) — українська акторка, заслужена артистка України понад 50 років грала на. сцені Черкаського академічного обласного українського музично-драматичного театру ім. Тараса Шевченка[312].
- 13 вересня —
  -  Олександр Кузьменко (75) — радянський та український актор театру і кіно, артист драми Національного академічного українського драматичного театру імені Марії Заньковецької. Народний артист України (2016)[313]

Жовтень
- 4 жовтня —
  -  Валерій Фіалко (72) — український театрознавець, театральний педагог. Доктор мистецтвознавства, завідувач кафедри театрознавства Київського національного університету театру, кіно і телебачення ім. Івана Карпенка-Карого (2004—2023), заслужений діяч мистецтв України[314]
- 10 жовтня —
  -  Владлен Портников (80) — актор театру і кіно, театральний режисер, відповідальний секретар Київського місцевого творчого відділення
- 15 жовтня —
  -  Сергій Циба (55) — український актор, провідний артист Полтавського академічного обласного театру ляльок, майстер сцени
- 16 жовтня —
  -  Геннадій Гладков (88) — радянський та російський композитор, автор музики до кіно- і телефільмів, мультфільмів, театральних вистав. Народний артист Російської Федерації (2002)
- 21 жовтня —
  -  Олександр Борсук (???) — український режисер, режисер-постановник Криворізького міського театру ляльок[315]
- 27 жовтня —
  -  Павло Приймак (55) — український оперний і камерний співак, соліст Національної опери України. Заслужений артист України (2005)[316]

Листопад
- 4 листопада —
  -  Сергій Архипчук (62) — режисер-постановник театру, опери, масових та пам'ятних заходів, фестивалів. Засновник Київського театру поезії «Мушля». Заслужений діяч мистецтв України (2009)
- 6 листопада —
  -  Євген Звягін (70) — український актор театру та кіно, майстер сцени, актор Дніпровського академічного театру драми і комедії[317]
- 12 листопада —
  -  Ніна Садур (73) — російська письменниця, прозаїк та драматург[318]
- 21 листопада —
  -  Олександр Крижанівський (66) — український театральний діяч, актор та режисер, Заслужений діяч мистецтв України (2018). Директор-художній керівник Київського академічного театру на Печерську
- 24 листопада —
  -  Марія Пивоварова (80) — радянська та українська акторка, акторка Одеського академічного українського музично-драматичного театру ім. Василя Василька, Заслужена артистка України[319]

Грудень
- 3 грудня —
  -  Сергій Кустов (77) — радянський та український актор театру і кіно, актор Першого українського театру для дітей та юнацтва, Народний артист України[320]
- 7 грудня —
  -  Василь Кухарський (42) — український актор театру та кіно, актор Київського академічного драматичного театру на Подолі (2008–2023)[321][322].
- 10 грудня —
  -  Андрій Павленко (???) — український актор театру і кіно, режисер-документаліст, актор Київського академічного драматичного театру на Подолі[323]
- 16 грудня —
  -  Тадей Едер (80) — радянський і український режисер та педагог, генеральний директор-художній керівник Львівського національного академічного театру опери та балету імені Соломії Крушельницької (1998-2017). Заслужений працівник культури України (1993)[324]
- 23 грудня —
  -  Богдан Колесник (36) — український актор[325]
  -  Роман Новак (24) — український актор Київського Молодого театру[326]
- 30 грудня —
  -  Том Вілкінсон (75) — британський актор театру та кіно[327]

### Підсумки року
- Театральне життя України під час війни. Рік 2023 Ганна Веселовська для ж-лу «Український тиждень» (21 липня 2023)
- Український театр у 2023 році: сподівання, реальність, жанри й фестивалі Ганна Веселовська для ж-лу «Український тиждень» (26 грудня 2023)
- Сергій Винниченко на Радіо Культура (28 грудня 2023)
- Топподії у культурі: «20 днів в Маріуполі», «Довбуш» і «Конотопська відьма» на порталі «Укрінформ» (30 грудня 2023)
- Підсумки 2023 Версія «Театральної риболовлі» (1 січня 2024)
- Любов Базів та Сергій Винниченко («Театральна риболовля») для «Укрінформ»:
  - Частина 1 «Український театр воєнного стану: у 2023-му прем’єр удвічі більше, ніж у 2022-му» (3 січня 2024)
  - Частина 2 «Український театр воєнного стану: призначення, ребрендинг, скандали» (5 січня 2024)
- Нагорі хочуть продовжувати рухатися в серіальному напрямі Ольга Стельмашевська для «Gazeta.ua» (4 січня 2024)
- Сергій Васильєв на Радіо Культура (9 січня 2024)

За регіонами
- Миколаїв Рік Креміня, «Вінграновський Art Fest», «Миколаїв – Нескорений». Яким запам'ятався 2023 рік у сфері культури Максим Місайлов для «Суспільне Новини» (31 грудня 2023)
- Одеса Десяточка культурних подій року: «Мови війни», бунтівники з городу та відлуння повітряних тривог (фото, суб'єктивний погляд) Ірен Адлер для видання «Думська» (30 грудня 2023)
- Одеса Дюжина драматичних артистів воєнної Одеси: роман з контрабасом, право на помилку та життя під маскою Ірен Адлер для видання «Думська» (15 січня 2024)
- Чернігів Підсумки 2023 року у сфері культури: як звучить Чернігів, зміна керівників, театральний сезон, дерусифікація Віра Вархол для «Суспільне Новини» (2 січня 2024)